# 삼해탈문
3해탈문(三解脫門, 산스크리트어: trīni vimoksa-mukhāni) 또는 3삼매문(三三昧門)은 3계의 고통의 원인이 되는 번뇌에서 해탈하여 열반을 득하는 방편[門]인 공해탈문(空解脫門) · 무상해탈문(無相解脫門) · 무원해탈문(無願解脫門)의 3가지 선정을 말한다. 공(空: 空寂, 실체가 없음) · 무상(無相: 차별이 없음) · 무원(無願: 원함 즉 의식적인 노력이 필요 없음)을 관조하는 3가지 선정이 해탈 즉 열반에 들어가는 문(門, 방법, 방편)이 되기 때문에 3해탈문이라고 이름한 것으로, 3해탈(三解脫) · 3탈문(三脫門) · 3문(三門) · 3공문(三空門) · 3공관문(三空觀門) 또는 3삼매(三三昧) 또는 3공(三空)이라고도 한다.
공해탈문은 일체법이 공하다는 것 즉 실체[自性]가 없다는 것을 관조하는 선정이고, 무상해탈문은 일체법에 차별[相]이 없다는 것을 관조하는 선정이고, 무원해탈문은 공용(功用, 願)이 필요하지 않다는 것을 관조하는 선정 즉 무공용(無功用, 無願)을 성취하는 선정이다.
공해탈문은 공삼매(空三昧) 또는 공삼마지(空三摩地)라고도 하며, 무상해탈문은 무상삼매(無相三昧) · 무상삼마지(無相三摩地) · 무상심삼매(無相心三昧) · 무상심삼마지(無相心三摩地) 또는 무상정(無相定)이라고도 하며, 무원해탈문은 무작해탈문(無作解脫門) · 무원삼매(無願三昧) · 무원삼마지(無願三摩地) 또는 무원심삼마지(無願心三摩地)라고도 한다. 이 가운데 무상해탈문의 다른 말인 무상정(無相定, 산스크리트어: ānimitta)은 무상정(無想定, 산스크리트어: asaṃjñi-samāpatti)과 혼동하지 않아야 한다. 또한 무상해탈문의 다른 말인 무상삼매(無相三昧, 산스크리트어: ānimitta-samādhi)는 힌두교의 무상삼매(無想三昧, 산스크리트어: nirvikalpa samādhi)와 혼동하지 않아야 한다.
《화엄경》 계통의 대승불교 경전인 《보살영락본업경》에서 고타마 붓다는 모든 부처가 모두  6명염(六明焰) 즉 6종성(六種性)과 3삼매문(三三昧門) 즉 3해탈문(三解脫門)을 가르치는데, 자신도 다른 모든 부처와 동일하게 이것들을 가르친다고 말하고 있다.

## 3해탈문과 3삼매
삼매(三昧)는 삼마지 · 정(定) 또는 선정(禪定)이라고도 하는데, 무상정(無想定) · 4선(四禪) · 8정(八定)의 경우처럼 유루에 통한 선정도 포함한다. 마찬가지로, 3삼매(三三昧)도 유루에 통한 3가지 삼매와 무루에 통한 3가지 삼매가 있는데, 3해탈문의 별칭으로서의 3삼매는 무루에 통한 3가지 삼매만을 말한다. 즉, 열반 또는 깨달음을 증득하게 하는 방법으로서의 선정만을 말한다.

## 3해탈문

### 공해탈문
공해탈문(空解脫門, 산스크리트어: śūnyatā vimoksa-mukhāni)은 일체법이 모두 다 공(空: 자아[我] 즉 실체가 없음)하다고 관조하는 선정 즉 일체법이 모두 인연화합에 의해 생겨난 것으로 무자성(無自性: 자성이 없음)이라고 관조하는 선정이다. 약칭하여 공문(空門)이라고도 한다.
대승불교의 유식유가행파의 《변중변론(辯中邊論)》 중권 등에 나오는 무성공(無性空) · 이성공(異性空) · 자성공(自性空)의 3공(三空) 또는 《현양성교론(顯揚聖敎論)》 제15권에 나오는 무체공(無體空) · 원리공(遠離空) · 제견공(除遣空)의 3공 가운데 무성공 또는 무체공에 해당하며, 대승불교 일반의 아공(我空) · 법공(法空) · 구공(俱空)의 3공 가운데 아공에 해당한다. 유식유가행파의 아애집장현행위(我愛執藏現行位) · 선악업과위(善惡業果位) · 상속집지위(相續執持位)의 뢰야3위 가운데 아애집장현행위에 해당한다.

### 무상해탈문
무상해탈문(無相解脫門, 산스크리트어: animitta vimoksa-mukhāni)은 이미 일체법이 모두 다 공(空: 실체가 없음) 즉 무자성(無自性: 자성이 없음)이라는 것을 아는 상태에서, 남녀상(男女相) · 일상(一相: 같음) · 이상(異相: 다름) 등의 온갖 차별상이 불가득(不可得: 얻을 수 없음)하다는 것, 즉 실제로는 존재하지 않기 때문에 득할 수 없다는 것, 즉 실제로는 존재하지 않는다는 것을 관조하는 선정이다. 간단히 말하면, 일체법에 대해 차별상을 떠나는 선정이다. 약칭하여 무상문(無相門)이라고 하며, 별칭으로 무상문(無想門)이라고도 한다.
대승불교의 유식유가행파의 《변중변론》 중권 등에 나오는 무성공(無性空) · 이성공(異性空) · 자성공(自性空)의 3공(三空) 또는 《현양성교론》 제15권에 나오는 무체공(無體空) · 원리공(遠離空) · 제견공(除遣空)의 3공 가운데 이성공 또는 원리공에 해당하며, 대승불교 일반의 아공(我空) · 법공(法空) · 구공(俱空)의 3공 가운데 법공에 해당한다. 유식유가행파의 아애집장현행위(我愛執藏現行位) · 선악업과위(善惡業果位) · 상속집지위(相續執持位)의 뢰야3위 가운데 선악업과위에 해당한다.

### 무원해탈문
무원해탈문(無願解脫門, 산스크리트어: apranihita vimoksa-mukhāni)은 이미 일체법이 모두 다 공(空: 실체가 없음) 즉 무자성(無自性: 자성이 없음)이라는 것을 알고 그리고 일체법이 무차별하다는 것을 아는 상태에서, 3계에 대해 원구(願求: 원하고 구함)를 떠나는 선정 즉 무공용(無功用: 의식적인 노력이 필요치 않음)을 성취하는 선정이다. 달리 말하면, 3계가 모두 우주적인 법칙[法爾道理]인 연기법에 의해 이루어져 있으므로 단지 그 법칙과 계합하기만 하면 되지 생사의 업을 조작하려고 원구(願求: 원하고 구함)할 필요가 없다는 것을 아는 선정으로, 이 선정에 의해 연기법 그 자체와 완전히 일체가 된 상태, 즉 중도를 성취한 상태, 즉 정등각(正等覺: 바르게 [연기법 즉 중도 즉 진리와] 같아진 깨달음, 진리와 하나가 된 깨달음, 바르게 일체 만유를 아는 깨달음)의 상태, 즉 완전한 깨달음[究竟覺]을 득하여 일체법에 대해 자재(自在: 뜻한 바대로 할 수 있는 역량을 가짐)하는 상태가 된다. 약칭하여 무원문(無願門)이라고 하며, 별칭으로 무작문(無作門) 또는 무욕문(無欲門)이라고도 한다.
대승불교의 유식유가행파의 《변중변론》 중권 등에 나오는 무성공(無性空) · 이성공(異性空) · 자성공(自性空)의 3공(三空) 또는 《현양성교론》 제15권에 나오는 무체공(無體空) · 원리공(遠離空) · 제견공(除遣空)의 3공 가운데 자성공 또는 제견공에 해당하며, 대승불교 일반의 아공(我空) · 법공(法空) · 구공(俱空)의 3공 가운데 구공에 해당한다. 유식유가행파의 아애집장현행위(我愛執藏現行位) · 선악업과위(善惡業果位) · 상속집지위(相續執持位)의 뢰야3위 가운데 상속집지위에 해당한다.

## 3성과의 관계
《유가사지론(瑜伽師地論)》 제74권에 따르면,
3해탈문(三解脫門)은 변계소집성(遍計所執性) · 의타기성(依他起性) · 원성실성(圓成實性)의 3성(三性)에 의거하여 건립된 것으로, 공해탈문은 변계소집성에 의거하여 세워진 것이고, 무상해탈문은 원성실성에 의거하여 세워진 것이며, 무원해탈문은 의타기성에 의거하여 세워진 것이다.
한편, 《변중변론(辯中邊論)》 중권에 따르면, 공해탈문에 해당하는 무성공(無性空)은 변계소집성(遍計所執性)의 망정(妄情)에 실체가 없음을 아는 선정이고,
무상해탈문에 해당하는 이성공(異性空)은 의타기성의 체에서 차별상을 보는 것은 망정(妄情)에 따른 것임을 알아 의타기성의 체 자체에 차별상이 있는 것이 아니라는 것을 아는 선정이다.
그리고 무원해탈문에 해당하는 자성공(自性空)은 원성실성이 일체법의 자성이라는 것을 알아서 인공과 법공의 2공(二空)을 현시(顯示: 나타냄)할 수 있게 되는 선정, 즉 일체법에 대해 자재(自在: 뜻한 바대로 할 수 있는 역량을 가짐)하는 상태를 득하는 선정이다.
《유가사지론》 제74권에서는 3해탈문의 건립, 즉 3가지 무루의 선정의 건립의 측면에서 3성(三性)과의 관계를 설명한 것이고, 《변중변론》 중권은 3해탈문의 실천, 즉 3가지 무루의 선정의 실수(實修)의 측면에서 3성(三性)과의 관계를 설명한 것이다.

## 열반경
선정의 모양은 공삼매라 하고, 지혜의 모양은 무원삼매라 하고, 버리는 모양은 무상삼매라고 한다. 10주 보살은 지혜의 힘이 많고 삼매의 힘이 적으므로, 불성을 분명하게 보지 못하고, 성문과 연각은 삼매의 힘은 많고 지혜는 적으므로, 이를 인연하여 불성을 보지 못하고, 부처님 세존은 삼매와 지혜가 평등하므로 불성을 분명하게 보고 걸림이 없다. 사마타를 선정의 모양이라고 한다. 비바사나를 정견, 지혜라고 한다. 우필차는 평등이라 이름하며, 다투지 않는다고 이름하며, 관찰하지 않는다고 이름하며, 행하지 않는다고 이름하니, 이를 버린다고 한다.

## 같이 보기
- 삼매 (불교)
  - 삼마지 또는 정 (마음작용)
  - 3삼매
- 사마디 (힌두교)
- 3성 (유식학)
- 뢰야3위

## 참고 문헌
- 곽철환 (2003). 《시공 불교사전》. 시공사 / 네이버 지식백과. |title=에 외부 링크가 있음 (도움말)
- 운허.  동국역경원 편집, 편집. 《불교 사전》. |title=에 외부 링크가 있음 (도움말)
- 미륵 지음, 현장 한역, 강명희 번역 (K.614, T.1579). 《유가사지론》. 한글대장경 검색시스템 - 전자불전연구소 / 동국역경원. K.570(15-465), T.1579(30-279). |title=에 외부 링크가 있음 (도움말)
- 세친 지음, 현장 한역, 김묘주 번역 (K.594, T.1597). 《섭대승론석》. 한글대장경 검색시스템 - 전자불전연구소 / 동국역경원. K.594(17-76), T.1597(31-321). |title=에 외부 링크가 있음 (도움말)
- 축불념 한역, 노혜능 번역 (K.530, T.1485). 《보살영락본업경》. 한글대장경 검색시스템 - 전자불전연구소 / 동국역경원. K.530(14-374), T.1485(24-1010). |title=에 외부 링크가 있음 (도움말)
- (중국어) 미륵 조, 현장 한역 (T.1579). 《유가사지론(瑜伽師地論)》. 대정신수대장경. T30, No. 1579. CBETA. |title=에 외부 링크가 있음 (도움말)
- (중국어) 佛門網. 《佛學辭典(불학사전)》. |title=에 외부 링크가 있음 (도움말)
- (중국어) 星雲. 《佛光大辭典(불광대사전)》 3판. |title=에 외부 링크가 있음 (도움말)
- (중국어) 세친 조, 현장 한역 (T.1597). 《섭대승론석(攝大乘論釋)》. 대정신수대장경. T31, No. 1597, CBETA. |title=에 외부 링크가 있음 (도움말)
- (중국어) 축불념 한역 (T.1485). 《보살영락본업경(菩薩瓔珞本業經)》. 대정신수대장경. T24, No. 1485, CBETA. |title=에 외부 링크가 있음 (도움말)